# Düsseldorfer Turn- und Sportverein Fortuna 1895 1980-1981
Questa voce raccoglie le informazioni riguardanti il Düsseldorfer Turn- und Sportverein Fortuna 1895 nelle competizioni ufficiali della stagione 1980-1981.

## Stagione
Nella stagione 1980-1981 il Fortuna Düsseldorf, allenato da Otto Rehhagel, Benno Beiroth e Heinz Höher, concluse il campionato di Bundesliga al 13º posto. In Coppa di Germania il Fortuna Düsseldorf fu eliminato ai quarti di finale dal Hertha Berlino. In Coppa delle Coppe il Fortuna Düsseldorf fu eliminato ai quarti di finale dal Benfica.

## Rosa
| N. |                     | Ruolo | Calciatore       |
| -- | ------------------- | ----- | ---------------- |
|    | Germania (bandiera) | P     | Oliver Bücher    |
|    | Germania (bandiera) | P     | Jörg Daniel      |
|    | Germania (bandiera) | P     | Volker Diergardt |
|    | Germania (bandiera) | P     | Horst Dreher     |
|    | Germania (bandiera) | D     | Heiner Baltes    |
|    | Germania (bandiera) | D     | Günther Bansemer |
|    | Germania (bandiera) | D     | Egon Köhnen      |
|    | Germania (bandiera) | D     | Günter Kuczinski |
|    | Germania (bandiera) | D     | Peter Löhr       |
|    | Germania (bandiera) | D     | Amand Theis      |
|    | Germania (bandiera) | D     | Heinz Wirtz      |

| N. |                     | Ruolo | Calciatore     |
| -- | ------------------- | ----- | -------------- |
|    | Germania (bandiera) | C     | Rudolf Bommer  |
|    | Germania (bandiera) | C     | Dieter Brei    |
|    | Germania (bandiera) | C     | Ralf Dusend    |
|    | Germania (bandiera) | C     | Hubert Schmitz |
|    | Germania (bandiera) | C     | Josef Weikl    |
|    | Germania (bandiera) | C     | Gerd Zewe      |
|    | Germania (bandiera) | A     | Klaus Allofs   |
|    | Germania (bandiera) | A     | Thomas Allofs  |
|    | Germania (bandiera) | A     | Wolfgang Seel  |
|    | Germania (bandiera) | A     | Günter Thiele  |
|    | Germania (bandiera) | A     | Rüdiger Wenzel |

## Organigramma societario
Area tecnica
- Allenatore: Heinz Höher
- Allenatore in seconda:
- Preparatore dei portieri:
- Preparatori atletici:

## Calciomercato

### Sessione estiva
| Acquisti | Acquisti         | Acquisti             | Acquisti |
| R.       | Nome             | da                   | Modalità |
| -------- | ---------------- | -------------------- | -------- |
| D        | Günter Kuczinski | Rot-Weiß Lüdenscheid |          |
| D        | Amand Theis      | Borussia Dortmund    |          |

| Cessioni | Cessioni          | Cessioni            | Cessioni |
| R.       | Nome              | a                   | Modalità |
| -------- | ----------------- | ------------------- | -------- |
| D        | Hans-Günter Bruns | Borussia M'gladbach |          |
| D        | Guido Mazany      | Preußen Münster     |          |
| D        | Gerd Merheim      | Wuppertal           |          |
| P        | Slavko Petrović   | Rot-Weiss Essen     |          |
| D        | Gerd Zimmermann   | Houston Hurricane   |          |

### Sessione invernale
| Acquisti | Acquisti   | Acquisti     | Acquisti |
| R.       | Nome       | da           | Modalità |
| -------- | ---------- | ------------ | -------- |
| D        | Peter Löhr | VfR Bürstadt |          |

| Cessioni | Cessioni | Cessioni | Cessioni |
| R.       | Nome     | a        | Modalità |
| -------- | -------- | -------- | -------- |

## Risultati

### Bundesliga

#### Girone di andata
| Arbitro: | Klauser |

|                       |           |           |
| Wenzel 68’ Allofs 73’ | Marcatori | 88’ Bruns |

| Arbitro: | Horeis |

|  |           |            |
|  | Marcatori | 12’ Allofs |

| Arbitro: | Heitmann |

|                                  |           |  |
| Bommer 62’ Allofs 84’ Allofs 87’ | Marcatori |  |

| Arbitro: | Clajus |

|                              |           |            |
| Eðvaldsson 42’ Abramczik 87’ | Marcatori | 72’ Allofs |

| Arbitro: | Roth |

|                                 |           |  |
| Fanz 45’ Struth 72’ Wiesner 82’ | Marcatori |  |

| Arbitro: | Engel |

|                                |           |                              |
| Wenzel 34’ Allofs 39’ Zewe 53’ | Marcatori | 44’, 77’ Elgert 85’ Bittcher |

| Arbitro: | Stäglich |

|                                    |           |  |
| Pagelsdorf 40’ Eilenfeldt 62’, 63’ | Marcatori |  |

| Arbitro: | Risse |

|                                        |           |                            |
| Seel 22’ Zewe 67’ Theis 75’ Dusend 82’ | Marcatori | 64’, 84’ Elmer 70’ Glowacz |

| Arbitro: | Horstmann |

|                                               |           |                     |
| Müller 21’ (rig.), 43’, 61’ (rig.) Kelsch 50’ | Marcatori | 18’ Seel 33’ Allofs |

| Arbitro: | Ross |

|                     |           |                                       |
| Wirtz 20’ Theis 89’ | Marcatori | 11’ Hrubesch 22’ Hartwig 43’ Milewski |

| Arbitro: | Luca |

|                                  |           |                          |
| Völler 49’, 62’, 78’ Wohlers 56’ | Marcatori | 7’ Theis 16’, 32’ Allofs |

| Arbitro: | Schmidhuber |

|          |           |         |
| Weikl 8’ | Marcatori | 9’ Abel |

| Arbitro: | Uhlig |

|                          |           |            |
| Steininger 45’ Gores 59’ | Marcatori | 80’ Allofs |

| Arbitro: | Redelfs |

|                    |           |                           |
| Seel 15’ Theis 52’ | Marcatori | 26’ Brunner 56’ Oberacher |

| Arbitro: | Brückner |

|                                  |           |  |
| Briegel 37’ (rig.) Geye 55’, 68’ | Marcatori |  |

| Düsseldorf 6 dicembre 1980, ore 15:30 CET 16ª giornata | Fortuna Düsseldorf | 0 – 0 referto | Colonia | Rheinstadion (10 564 spett.)\| Arbitro: \| Linn \| |
| Arbitro:                                               | Linn               |               |         |                                                    |

| Arbitro: | Gabor |

|                                  |           |                 |
| Pezzey 70’ Hölzenbein 81’ (rig.) | Marcatori | 52’, 89’ Allofs |

#### Girone di ritorno
| Arbitro: | Schmoock |

|                             |           |                 |
| Hannes 4’ Baltes 75’ (aut.) | Marcatori | 15’, 43’ Allofs |

| Arbitro: | Joos |

|                                               |           |                      |
| Seel 13’ Weikl 40’ Held 50’ (aut.) Wenzel 54’ | Marcatori | 59’ Kanders 72’ Hahn |

| Arbitro: | Messmer |

|                                    |           |                       |
| Kraus 22’, 76’ Breitner 39’ (rig.) | Marcatori | 51’ Wenzel 67’ Allofs |

| Arbitro: | Aldinger |

|                        |           |                               |
| Allofs 14’ (rig.), 73’ | Marcatori | 57’ Burgsmüller 79’ Schneider |

| Arbitro: | Waltert |

|            |           |                       |
| Wenzel 63’ | Marcatori | 9’ Trenkel 45’ Becker |

| Arbitro: | Redelfs |

|  |           |                                      |
|  | Marcatori | 13’ Allofs 35’ Allofs 47’, 71’ Weikl |

| Arbitro: | Assenmacher |

|                                 |           |              |
| Schmitz 17’ Seel 39’ Allofs 70’ | Marcatori | 33’ Krobbach |

| Arbitro: | Walz |

|                    |           |  |
| Szech 15’ Vöge 60’ | Marcatori |  |

| Arbitro: | Niebergall |

|                                  |           |             |
| Wenzel 14’ Dusend 50’ Allofs 90’ | Marcatori | 16’ Tüfekçi |

| Arbitro: | Tritschler |

|                        |           |                   |
| Reimann 73’ Buljan 87’ | Marcatori | 86’ (aut.) Jakobs |

| Arbitro: | Kasperowski |

|                        |           |              |
| Schmitz 17’ Allofs 64’ | Marcatori | 27’ Scheller |

| Arbitro: | Joos |

|                      |           |            |
| Žugčić 40’ Knüwe 62’ | Marcatori | 14’ Bommer |

| Arbitro: | Clajus |

|  |           |          |
|  | Marcatori | 9’ Gores |

| Arbitro: | Gabor |

|               |           |                   |
| Heck 69’, 75’ | Marcatori | 67’ (rig.) Allofs |

| Arbitro: | Retzmann |

|  |           |                           |
|  | Marcatori | 73’ Bongartz 90’ Hofeditz |

| Arbitro: | Horstmann |

|             |           |                              |
| Willmer 89’ | Marcatori | 27’ (rig.) Allofs 56’ Allofs |

| Arbitro: | Linn |

|                  |           |                         |
| Schmitz 18’, 58’ | Marcatori | 2’ Nachtweih 48’ Pezzey |

### Coppa di Germania
| Arbitro: | Kuhn |

|  |           |            |
|  | Marcatori | 73’ Allofs |

| Arbitro: | Wohlfarth |

|  |           |                      |
|  | Marcatori | 29’ Allofs 85’ Theis |

| Arbitro: | Ohmsen |

|                          |           |  |
| Seel 56’ Allofs 84’, 87’ | Marcatori |  |

| Arbitro: | Föckler |

|                 |           |  |
| Allofs 41’, 47’ | Marcatori |  |

| Arbitro: | Klauser |

|                          |           |            |
| Killmaier 12’ Remark 65’ | Marcatori | 71’ Allofs |

### Coppa delle Coppe
| Arbitro: | Konrath |

|                                                 |           |  |
| Köhnen 28’, 62’ Wenzel 43’ Allofs 78’ Theis 90’ | Marcatori |  |

| Arbitro: | Barbaresco |

|  |           |                            |
|  | Marcatori | 43’ Allofs 70’, 88’ Dusend |

| Genk 22 ottobre 1980 Secondo turno | Thor Waterschei | 0 – 0 referto | Fortuna Düsseldorf | Andre Dumontstadion (20 000 spett.)\| Arbitro: \| Arminio \| |
| Arbitro:                           | Arminio         |               |                    |                                                              |

| Arbitro: | Baumann |

|             |           |  |
| Bansemer 5’ | Marcatori |  |

| Arbitro: | Sostarić |

|                      |           |                       |
| Wenzel 2’ Dusend 39’ | Marcatori | 35’ Manuel 77’ Coelho |

| Arbitro: | Keizer |

|             |           |  |
| Chalana 87’ | Marcatori |  |

## Statistiche

### Statistiche di squadra
| Competizione      | Punti | In casa | In casa | In casa | In casa | In casa | In casa | In trasferta | In trasferta | In trasferta | In trasferta | In trasferta | In trasferta | Totale | Totale | Totale | Totale | Totale | Totale | DR |
| Competizione      | Punti | G       | V       | N       | P       | Gf      | Gs      | G            | V            | N            | P            | Gf           | Gs           | G      | V      | N      | P      | Gf     | Gs     | DR |
| ----------------- | ----- | ------- | ------- | ------- | ------- | ------- | ------- | ------------ | ------------ | ------------ | ------------ | ------------ | ------------ | ------ | ------ | ------ | ------ | ------ | ------ | -- |
| Bundesliga        | 28    | 17      | 7       | 6       | 4       | 34      | 27      | 17           | 3            | 2            | 12           | 23           | 37           | 34     | 10     | 8      | 16     | 57     | 64     | -7 |
| Coppa di Germania | -     | 2       | 2       | 0       | 0       | 5       | 0       | 3            | 2            | 0            | 1            | 4            | 2            | 5      | 4      | 0      | 1      | 9      | 2      | +7 |
| Coppa delle Coppe | -     | 3       | 2       | 1       | 0       | 8       | 2       | 3            | 1            | 1            | 1            | 3            | 1            | 6      | 3      | 2      | 1      | 11     | 3      | +8 |
| Totale            | 28    | 22      | 11      | 7       | 4       | 47      | 29      | 23           | 6            | 3            | 14           | 30           | 40           | 45     | 17     | 10     | 18     | 77     | 69     | +8 |

### Andamento in campionato
| Giornata  | 1 | 2 | 3 | 4 | 5  | 6  | 7  | 8 | 9  | 10 | 11 | 12 | 13 | 14 | 15 | 16 | 17 | 18 | 19 | 20 | 21 | 22 | 23 | 24 | 25 | 26 | 27 | 28 | 29 | 30 | 31 | 32 | 33 | 34 |
| --------- | - | - | - | - | -- | -- | -- | - | -- | -- | -- | -- | -- | -- | -- | -- | -- | -- | -- | -- | -- | -- | -- | -- | -- | -- | -- | -- | -- | -- | -- | -- | -- | -- |
| Luogo     | C | T | C | T | T  | C  | T  | C | T  | C  | T  | C  | T  | C  | T  | C  | T  | T  | C  | T  | C  | C  | T  | C  | T  | C  | T  | C  | T  | C  | T  | C  | T  | C  |
| Risultato | V | V | V | P | P  | N  | P  | V | P  | P  | P  | N  | P  | N  | P  | N  | N  | N  | V  | P  | N  | P  | V  | V  | P  | V  | P  | V  | P  | P  | P  | P  | V  | N  |
| Posizione | 4 | 3 | 1 | 4 | 10 | 10 | 11 | 8 | 11 | 12 | 13 | 13 | 15 | 15 | 16 | 16 | 16 | 15 | 14 | 14 | 13 | 14 | 12 | 11 | 11 | 11 | 11 | 12 | 12 | 13 | 13 | 14 | 13 | 13 |

Legenda:

Luogo: C = Casa; T = Trasferta. Risultato: V = Vittoria; N = Pareggio; P = Sconfitta.

### Statistiche dei giocatori
| Giocatore    | Bundesliga | Bundesliga | Bundesliga  | Bundesliga | Coppa di Germania | Coppa di Germania | Coppa di Germania | Coppa di Germania | Coppa delle Coppe | Coppa delle Coppe | Coppa delle Coppe | Coppa delle Coppe | Totale   | Totale | Totale      | Totale     |
| Giocatore    | Presenze   | Reti       | Ammonizioni | Espulsioni | Presenze          | Reti              | Ammonizioni       | Espulsioni        | Presenze          | Reti              | Ammonizioni       | Espulsioni        | Presenze | Reti   | Ammonizioni | Espulsioni |
| ------------ | ---------- | ---------- | ----------- | ---------- | ----------------- | ----------------- | ----------------- | ----------------- | ----------------- | ----------------- | ----------------- | ----------------- | -------- | ------ | ----------- | ---------- |
| K. Allofs    | 33         | 19         | 5           | 0          | 5                 | 2                 | 0                 | 0                 | 6                 | 1                 | 0                 | 0                 | 44       | 22     | 5           | 0          |
| T. Allofs    | 33         | 6          | 3           | 0          | 5                 | 5                 | 2                 | 0                 | 6                 | 1                 | 0                 | 0                 | 44       | 12     | 5           | 0          |
| H. Baltes    | 9          | 0          | 0           | 0          | 2                 | 0                 | 0                 | 0                 | 2                 | 0                 | 0                 | 0                 | 13       | 0      | 0           | 0          |
| G. Bansemer  | 5          | 0          | 0           | 0          | 0                 | 0                 | 0                 | 0                 | 1                 | 1                 | 0                 | 0                 | 6        | 1      | 0           | 0          |
| R. Bommer    | 30         | 2          | 3           | 0          | 4                 | 0                 | 0                 | 0                 | 6                 | 0                 | 0                 | 0                 | 40       | 2      | 3           | 0          |
| D. Brei      | 4          | 0          | 0           | 0          | 1                 | 0                 | 0                 | 0                 | 0                 | 0                 | 0                 | 0                 | 5        | 0      | 0           | 0          |
| O. Bücher    | 0          | 0          | 0           | 0          | 0                 | 0                 | 0                 | 0                 | 0                 | 0                 | 0                 | 0                 | 0        | 0      | 0           | 0          |
| J. Daniel    | 33         | 0          | 0           | 0          | 5                 | 0                 | 0                 | 0                 | 6                 | 0                 | 0                 | 0                 | 44       | 0      | 0           | 0          |
| V. Diergardt | 1          | 0          | 0           | 0          | 0                 | 0                 | 0                 | 0                 | 0                 | 0                 | 0                 | 0                 | 1        | 0      | 0           | 0          |
| H. Dreher    | 0          | 0          | 0           | 0          | 0                 | 0                 | 0                 | 0                 | 0                 | 0                 | 0                 | 0                 | 0        | 0      | 0           | 0          |
| R. Dusend    | 24         | 2          | 0           | 0          | 4                 | 0                 | 0                 | 0                 | 5                 | 3                 | 0                 | 0                 | 33       | 5      | 0           | 0          |
| G. Kuczinski | 15         | 0          | 2           | 0          | 2                 | 0                 | 1                 | 0                 | 1                 | 0                 | 0                 | 0                 | 18       | 0      | 3           | 0          |
| E. Köhnen    | 31         | 0          | 1           | 0          | 5                 | 0                 | 0                 | 0                 | 4                 | 2                 | 0                 | 0                 | 40       | 2      | 1           | 0          |
| P. Löhr      | 17         | 0          | 1           | 0          | 1                 | 0                 | 0                 | 0                 | 2                 | 0                 | 0                 | 0                 | 20       | 0      | 1           | 0          |
| H. Schmitz   | 12         | 4          | 0           | 0          | 0                 | 0                 | 0                 | 0                 | 1                 | 0                 | 0                 | 0                 | 13       | 4      | 0           | 0          |
| W. Seel      | 32         | 5          | 4           | 0          | 5                 | 1                 | 0                 | 0                 | 6                 | 0                 | 0                 | 0                 | 43       | 6      | 4           | 0          |
| A. Theis     | 25         | 4          | 1           | 0          | 2                 | 1                 | 0                 | 0                 | 4                 | 1                 | 0                 | 0                 | 31       | 6      | 1           | 0          |
| G. Thiele    | 8          | 0          | 0           | 0          | 1                 | 0                 | 0                 | 0                 | 3                 | 0                 | 0                 | 0                 | 12       | 0      | 0           | 0          |
| J. Weikl     | 34         | 4          | 6           | 0          | 4                 | 0                 | 0                 | 0                 | 6                 | 0                 | 0                 | 0                 | 44       | 4      | 6           | 0          |
| R. Wenzel    | 34         | 6          | 2           | 1          | 5                 | 0                 | 1                 | 0                 | 6                 | 2                 | 0                 | 0                 | 45       | 8      | 3           | 1          |
| H. Wirtz     | 12         | 1          | 0           | 0          | 3                 | 0                 | 0                 | 0                 | 3                 | 0                 | 0                 | 0                 | 18       | 1      | 0           | 0          |
| G. Zewe      | 25         | 2          | 2           | 0          | 5                 | 0                 | 0                 | 0                 | 6                 | 0                 | 0                 | 0                 | 36       | 2      | 2           | 0          |